# Stenotettix macilentus
Stenotettix macilentus är en insektsart som beskrevs av Carl Stål 1873. Stenotettix macilentus ingår i släktet Stenotettix och familjen vårtbitare. Inga underarter finns listade i Catalogue of Life.